# Džejrach
Džejrach (in russo  Джейрах?; in inguscio: ДжӀайрахь) è un villaggio della Russia meridionale, situato in Inguscezia, una delle Repubbliche autonome della Federazione Russia. È il centro amministrativo del distretto Džejrachskij.
Il villaggio si trova sulla riva sinistra del fiume Armchi, a cinque chilometri dalla sua confluenza nel Terek, 40 km a sud-ovest della capitale dell'Inguscezia, la città di Magas.